# Ferrari Driver Academy
La Ferrari Driver Academy, souvent abrégée en FDA, est une filière créée par la Scuderia Ferrari dans le but d'encadrer de jeunes pilotes de compétition automobile et les faire progresser jusqu'en Formule 1. Une branche Esport a été ouverte avec pour but d'encadrer les meilleurs jeunes pilotes de compétition de Sim racing.

## Historique

### Origines et prémices
La création de la filière est inspirée par l'arrivée de Felipe Massa, en provenance de Sauber, chez Ferrari en 2003. Le Brésilien a été recruté par la Scuderia Ferrari en tant que deuxième pilote-essayeur chargé du développement des pneumatiques. L'année suivante, Massa retourne chez Sauber comme titulaire et continue d'être évalué par la Scuderia Ferrari, qu'il intègre en 2006.

### Création et vie du programme
La Ferrari Driver Academy recrute son premier pilote, le Français Jules Bianchi, en décembre 2009. Il participe au championnat de GP2 Series l'année suivante. 
En mars 2010, Ferrari intègre Mirko Bortolotti, Daniel Zampieri, Raffaele Marciello et Brandon Maisano ; les deux premiers ne passent pas l'année en raison de mauvais résultats et les deux suivants connaissent le même sort en 2012 pour Brandon Maïsano et en 2015 pour Raffaele Marciello. Toujours en 2010, Ferrari recrute son premier pilote évoluant en karting, Lance Stroll.
En 2011, Sergio Pérez intègre la filière tout en étant titulaire en Formule 1 chez Sauber,,. 
En 2012, aucun pilote ne rejoint la filière, mais Jules Bianchi accède à la Formule 1.  Antonio Fuoco rejoint la filière en 2013 ; il la quitte en 2018, faute de résultats, mais devient quand même pilote de développement et de simulateur pour l'écurie de Formule 1. 
En 2016, Charles Leclerc devient membre de la Ferrari Driver Academy. Le Monégasque remporte le championnat de GP3 Series 2016 puis le Championnat de Formule 2 2017 avant d'être titularisé chez Sauber en 2018. Lance Stroll accède à la Formule 1 en 2016 chez Williams F1 Team, bien que Ferrari n'a pas joué un grand rôle dans cette promotion.
En 2017, Marcus Armstrong, Robert Shwartzman, Enzo Fittipaldi, Gianluca Petecof et Callum Ilott intègrent le programme. Après trois ans, Callum Ilott devient vice-champion du championnat de Formule 2 2020 et est nommé pilote de réserve et de développement pour Ferrari en 2021, ainsi que pilote de réserve additionnel pour Alfa Romeo. Enzo Fittipaldi quitte lui l'académie avant le début de la saison 2021 pour partir rouler aux États-Unis comme Gianluca Petecof qui juge son avenir bouché ici.  
En 2019, Charles Leclerc devient le premier pilote de l'académie à intégrer l'écurie principale, la Scuderia Ferrari. 
En 2020, Mick Schumacher intègre l'académie ; et après avoir remporté le championnat de Formule 2 2020 devient titulaire chez Haas grâce au soutien de Ferrari qui promet à l'écurie américaine de renforcer leur partenariat technique.  
Arthur Leclerc, vice-champion de Formule 3 Régionale 2020, intègre la filière et s'engage dans le championnat de Formule 3 FIA 2021. Dino Beganovic, troisième du championnat d'Italie de Formule 4, fait lui aussi son arrivée dans l'académie et s'engage en Formule Régionale par Alpine. 
En 2021, la Ferrari Driver Academy s'associe à la FIA pour créer le programme Girls on Track visant à trouver une jeune pilote femme qui viendrait à intégrer l'académie. Après une semaine de tests à Fiorano, Tom Kristensen, nonuple vainqueur des 24 Heures du Mans, Michèle Mouton, plus grande pilote féminine de rallye, Tatiana Calderón, pilote de Super Formula, de Formule 2 et de développement en Formule 1 et Susie Wolff, ex-pilote de développement en Formule 1 et Team Principal en Formula E, choisissent Maya Weug qui roulera donc en Formule 4. Elle devient la première femme à entrer dans une académie de pilotes. 
Début 2021, Giuliano Alesi, présent depuis 2016, quitte l'académie, faute de résultat. Avant de partir, il effectue ses premiers tours à bord d'une F1 en guise de baroud d'honneur. Il part rouler au Japon.

## Pilotes

### Pilotes de la Ferrari Driver Academy en 2025
| Pilotes           | Entrée | Catégorie  |
| ----------------- | ------ | ---------- |
| Dino Beganovic    | 2020   | Formule 2  |
| Maya Weug         | 2021   | F1 Academy |
| Oliver Bearman    | 2022   | Formule 1  |
| Rafael Câmara     | 2022   | Formule 3  |
| Aurelia Nobels    | 2023   | F1 Academy |
| Tuukka Taponen    | 2023   | Formule 3  |
| Noah Baglin       | 2025   | karting    |
| Filippo Sala      | 2025   | karting    |
| Alba Hurup Larsen | 2026   | F1 Academy |
| Nicco Maccagnani  | 2026   | karting    |

### Anciens pilotes de la Ferrari Driver Academy
| Pilotes            | Années d'activité | Années d'activité | Causes de départ                                      |
| Pilotes            | Entrée            | Sortie            | Causes de départ                                      |
| ------------------ | ----------------- | ----------------- | ----------------------------------------------------- |
| Jules Bianchi      | 2009              | 2012              | Titularisé chez Marussia                              |
| Mirko Bortolotti   | 2010              | 2010              | Manque de résultats                                   |
| Daniel Zampieri    | 2010              | 2010              | Manque de résultats                                   |
| Brandon Maisano    | 2010              | 2012              | Manque de résultats                                   |
| Lance Stroll       | 2010              | 2016              | Titularisé chez Williams                              |
| Raffaele Marciello | 2010              | 2015              | Manque de résultats                                   |
| Sergio Pérez*      | 2011              | 2012              | Titularisé chez McLaren                               |
| Antonio Fuoco      | 2013              | 2018              | Devient pilote-essayeur et de simulateur chez Ferrari |
| Zhou Guanyu        | 2014              | 2018              | Rejoint la filière de Renault                         |
| Charles Leclerc    | 2016              | 2017              | Titularisé chez Sauber                                |
| Giuliano Alesi     | 2016              | 2020              | Manque de résultats                                   |
| Enzo Fittipaldi    | 2017              | 2020              | Départ en Indy Pro 2000 Championship                  |
| Gianluca Petecof   | 2017              | 2020              | Départ volontaire                                     |
| Marcus Armstrong   | 2017              | 2021              | Manque de résultats                                   |
| Callum Ilott       | 2017              | 2021              | Départ en IndyCar Series                              |
| Robert Shwartzman  | 2017              | 2022              | Devient pilote-essayeur chez Ferrari                  |
| Sebastián Montoya  | 2018              | 2018              | Manque de résultats                                   |
| Mick Schumacher    | 2019              | 2022              | Fin de contrat. Part chez Mercedes                    |
| Arthur Leclerc     | 2020              | 2023              | Manque de résultats                                   |
| James Wharton      | 2021              | 2023              | Départ volontaire                                     |
| Laura Camps Torras | 2022              | 2022              | Quitte l'académie faute de promotion en Formule 4     |

- Sergio Pérez rejoint la Ferrari Driver Academy en 2011, année où il s'engage chez Sauber en Formule 1. Ferrari annonce que le Mexicain est à la fois membre de l'écurie suisse de Formule 1 et de la filière italienne.

### Pilotes actuels de la Ferrari Driver Academy Esports
| Pilotes            | Années d'activité | Années d'activité |
| Pilotes            | Entrée            | Sortie            |
| ------------------ | ----------------- | ----------------- |
| Mirko Suriano      | 2022              |                   |
| Nicolas Longuet    | 2023              |                   |
| Bari Boroumand     | 2023              |                   |
| Tomasz Poradzisz   | 2023              |                   |
| Dylan Warren       | 2023              |                   |
| István Puki        | 2023              |                   |
| Kamil Stachura     | 2023              |                   |
| Jonathan Riley     | 2023              |                   |
| Chris Harteveld    | 2023              |                   |
| Dennis Jordan      | 2023              |                   |
| Alex Siebel        | 2023              |                   |
| Timotej Andonovski | 2023              |                   |
| Isaac Gillissen    | 2024              |                   |
| Gergő Báldi        | 2024              |                   |
| Mikhail Statsenko  | 2024              |                   |
| Grantas Kareckas   | 2024              |                   |

### Anciens pilotes de la Ferrari Driver Academy Esports
| Pilotes                 | Années d'activité | Années d'activité |
| Pilotes                 | Entrée            | Sortie            |
| ----------------------- | ----------------- | ----------------- |
| Amos Laurito            | 2019              | 2019              |
| Gianfranco Giglioli     | 2019              | 2019              |
| Enzo Bonito             | 2020              | 2020              |
| Filip Prešnajder        | 2020              | 2020              |
| Domenico Lovece         | 2021              | 2021              |
| David Tonizza           | 2019              | 2022              |
| Bence Szabó-Kónyi       | 2021              | 2022              |
| Brendon Leigh           | 2021              | 2022              |
| Giovanni De Salvo       | 2021              | 2022              |
| Kasper Stoltze          | 2021              | 2023              |
| Jordy Zwiers            | 2021              | 2023              |
| Martin Dyrlund          | 2021              | 2023              |
| Fabrizio Donoso Delgado | 2022              | 2022              |
| Kamil Pawłowski         | 2022              | 2022              |
| Danilo Santoro          | 2022              | 2022              |
| Daniel Savini           | 2022              | 2022              |
| Hugo Merlhes            | 2022              | 2022              |
| Sven Zurner             | 2022              | 2022              |
| Chandler Seita          | 2022              | 2022              |
| Christian Michel        | 2022              | 2023              |
| Andrea Capoccia         | 2023              | 2023              |
| Jordan Sherratt         | 2023              | 2023              |